# Theridion agreste
Theridion agreste är en spindelart som beskrevs av Hercule Nicolet 1849. Theridion agreste ingår i släktet Theridion och familjen klotspindlar. Inga underarter finns listade i Catalogue of Life.